# بعيدا عن الرجال
بعيدا عن الرجال أو ما يسمى بالفرنسية (loin des hommes) هو فيلم درامي من إخراج" David Oelhoffen" ديفيد اولوهوفن. انتج في عام 2014 يتحدث عن الاستعمار الفرنسي للجزائر. يتحدث عن قصة دارو شاب جزائري وحيد وكاره للعنف والحرب ولد في فرنسا ويعلم اللغة الاسبانية، أستاذ من أصل إسباني (فيغو مورتنسن) مكلف بتسليم محمد، المشتبه به في ارتكاب جريمة قتل جزائرية (رضا كاتب) إلى أيدي السلطات الفرنسية وقت اندلاع حرب الاستقلال الجزائرية.
مورتينيز (الذي اشترك أيضا بانتاج الفيلم) صرح بقوله أنه اثناء انتاجه للعمل«فكر بالسكان الاصليين في أميركا والسكان من الجنسيات الأخرى كما فكر أيضا بما يحصل في غزة»
كما فكر أيضا بالبلد المصطنع الذي يدعى" العراق والذي هو بسبب الأوروبيين ينهار الآن الفيلم يستند على قصه قصيرة اسمها" الضيف" من تاليف الكاتب"Albert Camus " البرت كاميوس من مجموعته المنفى والمملكة"Exile and the Kingdom ".
تم اختيار «بعيدا عن الرجال» للتنافس على الأسد الذهبي"Golden Lion " في مهرجان فينيسيا السينمائي الدولي 71 . تم عرضه في قسم العروض الخاصة في مهرجان تورونتو السينمائي الدولي 2014 

## الممثلون
- فيغو مورتنسن في  دارو
- رضا كاتب باسم محمد
- جميل باريك سليمان
- فنسنت مارتن في دور بالدوتشي
- نيكولاس جيرود في دور الملازم لو تاليك
- جان جيروم اسبوزيتو في دور فرانسيس
- حاتم صديق باسم عبد القادر
- يان غوفن في دور رينيه
- أنطوان ريجنت بدور كلود

## رأي النقاد
استقبل النقاد  الفيلم جيدا، حيث ان  24% من  79% من النقاد اعطو تقيما ايجابيا بمعدل متوسط قدره 6.8/10 .و الذي تحدد له تقييم طبيعي من 100 حسب مراجعات النقاد، احرزت تفضيل متوسط ب 74 نقطه بناءا على 13 مراجعه للفيلم
كاموس حدد مسار الفيلم الاولي اوليهوفن وضع الفيلم ليسير جنبا إلى جنب مع المحتويات السياسية والتاريخية بعد فوات الأوان كضرورة أخلاقية لا لبس فيها، وزوج من العروض المتطابقة بشكل جيد

## روابط خارجية
- بعيدا عن الرجال على موقع IMDb (الإنجليزية)
- بعيدا عن الرجال على موقع ميتاكريتيك (الإنجليزية)
- بعيدا عن الرجال على موقع روتن توميتوز (الإنجليزية)
- بعيدا عن الرجال على موقع نتفليكس (الإنجليزية)
- بعيدا عن الرجال على موقع قاعدة بيانات الأفلام العربية
- بعيدا عن الرجال على موقع ألو سيني (الفرنسية)
- بعيدا عن الرجال على موقع Turner Classic Movies (الإنجليزية)
- بعيدا عن الرجال على موقع أول موفي (الإنجليزية)
- بعيدا عن الرجال على موقع فيلمافينيتي (الإسبانية)
- بعيدا عن الرجال على موقع قاعدة بيانات الفيلم (الإنجليزية)

## روابط خارجيه
- بعيدا عن الرجال  في قاعدة بيانات الأفلام على الإنترنت (بالإنجليزية)